# D'Lo
D'Lo è una città (town) degli Stati Uniti d'America, situata nella contea di Simpson, nello Stato del Mississippi.